# Malcolm Noonan

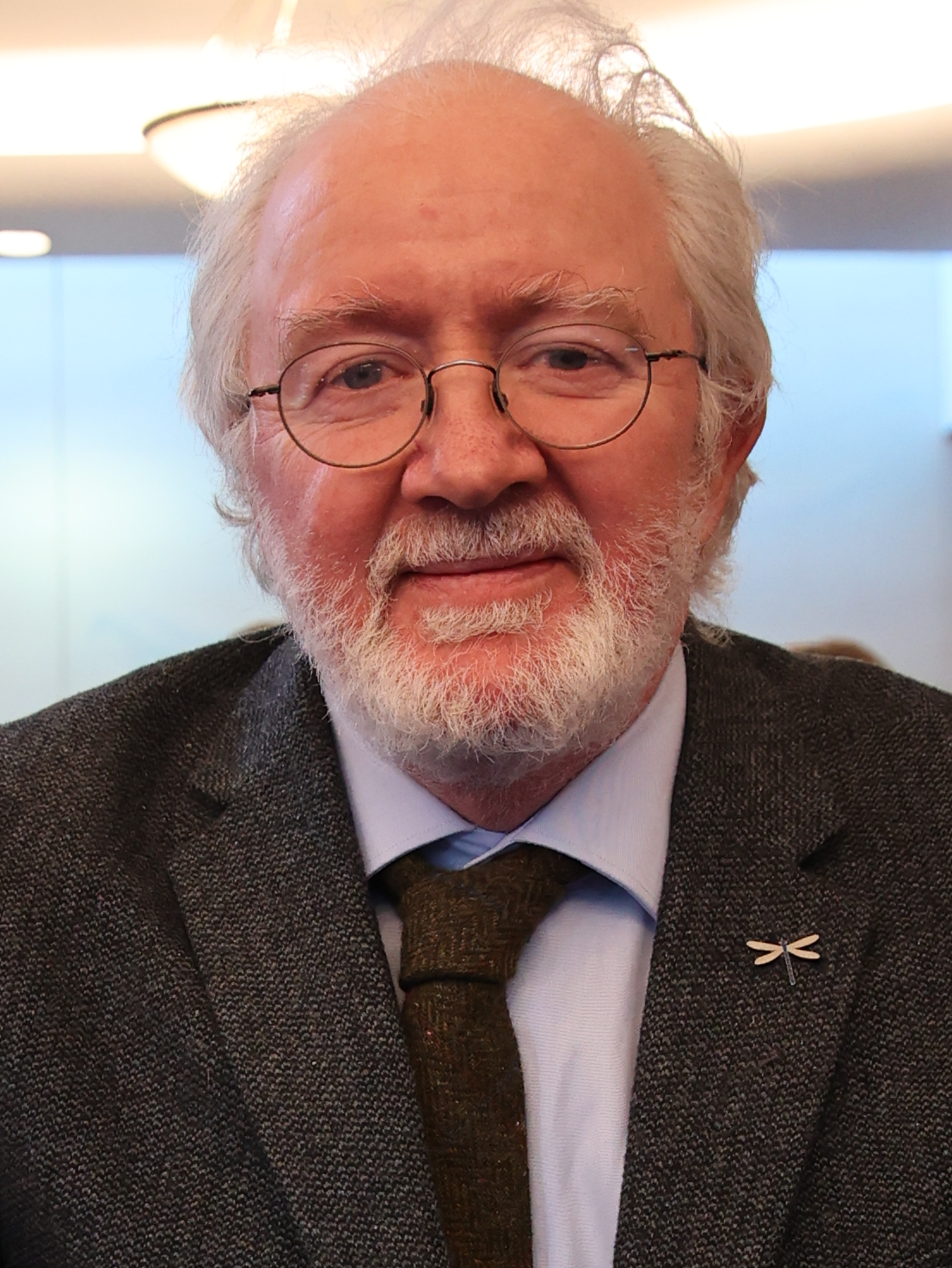
Malcolm Noonan (2025)

Malcolm Noonan (* September 1966 in Waterford, County Waterford) ist ein irischer Politiker der Green Party (GP) und war von 2020 bis 2024 Abgeordneter (Teachta Dála) im Dáil Éireann.

## Leben
Noonan wuchs in einer Familie mit zehn Kindern auf. Er verbrachte große Teile seines Lebens in Kilkenny. Mehr als zwanzig Jahre arbeitete Noonan als koordinierender Umweltaktivist für Friends of the Earth. Er rühmt sich ferner, Support für mehrere Rock-’n’-Roll-Bands gewesen zu sein.
Noonan wurde 2004 für Kilkenny in den Kilkenny County Council gewählt (den Sitz behielt er bis 2020). 2009 bis 2010 war er Bürgermeister von Kilkenny. 2011 kandidierte Noonan für den Vorsitz der Green Party, unterlag aber. Erfolglos blieb auch seine erste Kandidatur für die Wahlen am 26. Februar 2016 im Wahlkreis Carlow–Kilkenny
Bei den Wahlen am 8. Februar 2020 wurde er dann zum Mitglied des Dáil Éireann gewählt. Im Juli 2020 bildete sich die Regierung aus Fianna Fáil, Fine Gael und Green Party. Noonan wurde zum Staatsminister für Natur, Kulturerbe und Wahlreform (Minister of State with responsibility for Nature, Heritage and Electoral Reform) in die Regierung Martin I berufen. Als der Posten des Taoiseach im Dezember 2022 von Micheál Martin auf Leo Varadkar überging, behielt Noonan seinen Posten als Staatsminister, auch als Simon Harris im April 2024 Taoiseach wurde.
2024 verfehlte er sein Mandat für den Dáil Éireann. Es gelang ihm aber, im Januar 2025 über die landwirtschaftliche Liste in den Seanad Éireann einzuziehen.

## Privates
Mit seiner Frau Jennie hat er drei Söhne und eine Tochter.